# William Brown (homme politique britanno-colombien)
Pour les articles homonymes, voir William Brown et Brown.
William M. Brown (1838-après 1882) est un homme politique canadien de la Colombie-Britannique. Il est député provincial indépendant de la circonscription britanno-colombienne de Lillooet d'une élection partielle en 1874 à 1882.

## Biographie
Né dans le Yorkshire en Angleterre, Brown arrive dans le Wisconsin en 1842. Après des études sur place, il part pour la Colombie-Britannique 1862. 
Brown vivait à Clinton en Colombie-Britannique.